# ثيو بوسير
ثيو بوسير (بالفرنسية: Théo Bussière)‏ (مواليد 18 يناير 1995) هو سبّاح فرنسي، مثّل بلاده في الألعاب الأولمبية الصيفية 2016.

## روابط خارجية
ثيو بوسير على موقع الاتحاد الدولي للسباحة (الإنجليزية)
- ثيو بوسير على موقع SwimRankings.net (الإنجليزية)
- ثيو بوسير على موقع اللجنة الأولمبية الدولية (الإنجليزية)
- ثيو بوسير على موقع أوليمبيديا (الإنجليزية)
- ثيو بوسير على موقع اللجنة الأولمبية الفرنسية (مؤرشف) (الفرنسية)